# Hram božice Mookambike, Kollur
Hram božice Mookambike (engleski Mookambika Temple) smješten je u indijskom gradiću Kolluru, koji se nalazi u indijskoj saveznoj državi Karnataki. U hinduističkoj mitologiji, božica Mookambika (Mookambika Devi) oblik je velike božice Parvati, koja je oblik Šakti, ženske energije svemira.
U hramu je štovan i veliki bog Šiva, jer se vjeruje kako se i on u hramu pojavljuje. Šivina druga supruga je upravo Parvati. Kip Mookambike u ovom hramu prikazuje ju s četiri ruke, koje predstavljaju njezine različite moći. U hram dolaze mnogi poklonici božice iz Kerale jer božica ima mnoštvo sljedbenika u Kerali. Jedan od glavnih festivala slavljenih u hramu je Navaratri.